# Lamongan (sopka)
Lamongan je menší a v současnosti nečinná sopka nacházející se ve východní části indonéského ostrova Jáva, asi 46 km východně od vulkanického komplexu Tengger. Těleso Lamonganu je obklopeno početnými maary (z nichž většina je zalita vodou) a sypanými kužely. Sopka byla poměrně aktivní v 18. a 19. století, přičemž naposledy byla činná v únoru 1898.